# 라우리 크리스티안 렐란데르
라우리 크리스티안 렐란데르(핀란드어: Lauri Kristian Relander [ˈlɑuri ˈkristiɑn ˈrelɑnder][*], 1883년 5월 31일 ~ 1942년 2월 29일)는 핀란드의 제2대 공화국대통령이다. 농업동맹의 지도적 당원으로서 대통령 임기 전에는 에두스쿤타 의원 및 의장을 역임했다. 원래 이름은 라르스 크리스티안 렐란데르(스웨덴어: Lars Kristian Relander [lɑːrs ˈkristi(j)ɑn  reˈlɑnːder][*])였으나 핀란드어식으로 개명했다.
렐란데르는 재임 중 스웨덴, 노르웨이, 덴마크, 에스토니아, 라트비아에 해외순방을 다녔다. 전임자인 스톨베리가 한 번도 외국을 국빈 방문하지 않은 것과 대조적이다. 잦은 해외순방으로 "여행하는 라섹시(핀란드어: Reissu-Lasseksi 레이수라섹시[*])라는 비아냥조의 별명도 얻을 정도였다. 신생 독립국으로서 핀란드는 이웃나라들과 관계를 돈독히 할 필요가 있었고, 그러자면 활발한 외교활동이 필수적이었으나 당대에는 이런 점이 그다지 평가받지 못했다.
렐란데르는 금주법에 찬성하지 않았지만 그렇다고 폐지를 추진하지도 않았다. 렐란데르의 대통령 재임 중에 총리를 지낸 배이뇌 탄네르의 소수여당내각에는 미나 실란패가 핀란드 최초의 여성 각료로 입각하기도 했다.
렐란데르는 철학박사, 농학사 학위를 가졌다. 대통령이 되기 전에는 비푸리주지사를 역임했다. 대통령 퇴임 이후에는 핀란드 상호화재보험사(현 래히타피올라사) 이사가 되었다.

## 역대 선거 결과
| 선거명      | 직책명          | 대수 | 정당     | 1차 득표율 | 1차 득표수 | 2차 득표율 | 2차 득표수 | 3차 득표율 | 3차 득표수 | 결과 | 당락 |
| ----------- | --------------- | ---- | -------- | ---------- | ---------- | ---------- | ---------- | ---------- | ---------- | ---- | ---- |
| 1919년 선거 | 핀란드의 대통령 | 1대  | 농업동맹 | 0.51%      | 1표        |            |            |            |            | 3위  | 낙선 |
| 1925년 선거 | 핀란드의 대통령 | 2대  | 농업동맹 | 23.00%     | 69표       | 32.44%     | 97표       | 61.21%     | 172표      | 1위  |      |

## 참고 자료
1. ↑  “Edustajamatrikkeli”. Eduskunta. 2012년 2월 12일에 원본 문서에서 보존된 문서. 2017년 5월 12일에 확인함.

| 전임 파보 비르쿠넨 | 제9대 핀란드의 의회의장 1919년 – 1920년 | 후임 퀴외스티 칼리오 |

| 전임 카를로 유호 스톨배리 | 제2대 핀란드 공화국대통령 1925년 3월 2일 – 1931년 3월 2일 | 후임 페르 에빈드 스빈후부드 |